# Camaricus
Camaricus Thorell, 1887 è un genere di ragni appartenente alla famiglia Thomisidae.

## Distribuzione
Le 14 specie note di questo genere sono diffuse in Asia sudorientale, Asia orientale, Africa subsahariana e Nuova Caledonia.

## Tassonomia
Non sono stati esaminati esemplari di questo genere dal 2007.
A giugno 2014, si compone di 14 specie ed una sottospecie:
1. Camaricus bipunctatus Bastawade, 2002 — India
2. Camaricus castaneiceps Berland, 1924 — Nuova Caledonia
3. Camaricus cimex (Karsch, 1878) — Africa orientale
4. Camaricus florae Barrion & Litsinger, 1995 — Filippine
5. Camaricus formosus Thorell, 1887 — dall'India a Sumatra, Cina, Filippine
6. Camaricus hastifer (Percheron, 1833)[2] — località di rinvenimento degli esemplari è sconosciuta
7. Camaricus khandalaensis Tikader, 1980 — India
8. Camaricus maugei (Walckenaer, 1837) — dall'India al Vietnam, Sumatra, Giava, Isola di Krakatoa
9. Camaricus mimus (Pavesi, 1895) — Etiopia, Africa orientale
10. Camaricus nigrotesselatus Simon, 1895 —Africa centrale, orientale e meridionale
  - Camaricus nigrotesselatus lineitarsus Strand, 1907 — Sudafrica
11. Camaricus parisukatus Barrion & Litsinger, 1995 — Filippine
12. Camaricus pulchellus Simon, 1903 — Vietnam
13. Camaricus rinkae Biswas & Roy, 2005 — India
14. Camaricus siltorsus Saha & Raychaudhuri, 2007 — India